# Neotylenchus abulbosus
Neotylenchus abulbosus is een rondwormensoort uit de familie van de Neotylenchidae. De wetenschappelijke naam van de soort is voor het eerst geldig gepubliceerd in 1931 door Steiner.